# Svatý Jan
Svatý Jan (germană St. Johann), este o comună în Republica Cehă, ea se află situată la 23 km sud-est de Příbram.